# 平信季
平 信季（たいら の のぶすえ）は、平安時代末期の貴族。桓武平氏高棟流、兵部卿・平信範の五男。官位は正五位下・少納言。

## 経歴
保元2年（1157年）、近衛基実政所勾当に任ぜられ、永暦元年（1160年）に六位蔵人となり、翌年左兵衛少尉を兼ねる。応保3年（1163年）、従五位下に叙される。永万2年（1166年）、父・信範が左京権大夫を辞任する代わりに刑部権大輔に任ぜられる。仁安4年（1169年）に従五位上に叙される。承安2年6月12日（1172年）に少納言として初出（『玉葉』、任命年月日不詳）。承安4年（1174年）に九条兼実の家司に任ぜられ、同年長門権守を兼ねる。
安元3年（1177年）、正五位下に叙される。『玉葉』のこの年の1月13日条には九条兼実の政所年預であったことが記されている。だが、治承年間に入ると病気がちとなり、治承2年（1178年）の九条良通（兼実次男）の春日祭使や翌年の九条良経（兼実三男）の元服について兼実から奉行を任されながら病気のためにやむなく他者が代わりを務めている。『玉葉』治承3年6月25日条には兼実が信季に見舞いの使者を派遣したところ、（余命短いとして）嫡男・信宗に家伝の文書を全て譲ったという報告がされたことが記されている。その直後に危篤に陥り、7月1日に没した。
九条兼実の信頼が厚く、兼実所蔵の平行親の日記を貸し与えられる（『玉葉』安元2年11月22日条）など、兼実の側近としての役割を担ったが、兼実が摂関に就任する以前に没した。

## 系譜
- 父：平信範（1112-1187）
- 母：藤原能忠娘（1114-1170）
- 妻：不詳
  - 男子：平親輔 - 兄信基の養子
  - 男子：平信宗